# شاوارش آقابابیان
۲۰)
شاوارش آقابابیان (ارمنی: Շավարշ Մնացականի Աղաբաբյան؛  زادهٔ ۷ دسامبر ۱۹۰۰ - درگذشته ۳۱ اکتبر ۱۹۶۷) دانشمند، استاد و کشاورز اهل ارمنستان بود.

## زندگی‌نامه
وی در ۲۰ دسامبر [سبک قدیمی: ۷ دسامبر] ۱۹۰۰ در وانادزور به دنیا آمد و از دانشگاه فنی گرجستان (۱۹۲۵) فارغ‌التحصیل گشت. همچنین برندهٔ جوایزی همچون نشان پرچم سرخ کار شده‌است. وی در ۳۱ اکتبر ۱۹۶۷ در سن ۶۶ سالگی در ایروان درگذشت و در آرامستان مرکزی ایروان (توخماخ) به خاک سپرده شد.